# 王中王
王中王（1901年—1975年），著名粤剧丑生。原名王华生，广东宝安县人。
年轻时随粤剧名旦黄种美学戏，后拜著名艺人廖侠怀为师。他长期在省港两地的名戏班中演出，是粤剧界有名的丑生。他以扮演“奸相”最为投入迫真。
1929年在广州海珠大戏院演奸臣秦桧一角，栩栩如生，其高超演技，使台下观众误以为真，群情激怒，当时台下观剧的莫秀英（陈济棠夫人）也禁不住拿起茶几上的生菓碟擲向台上扮演奸臣的王中王，令王中王小腿血流如注。这事使他声名大噪，各大猛班均争相拉拢加盟。时有“生秦桧”之称。并拍电影无数：包括：《五虎平西》《荡寇志》《冰山火线》《齐候嫁妹》《洪承畴》等等。
王中王在港期间先后加盟大东亚，新春秋班、日月星、大利年粤剧团。合作演员有马师曾、谭兰卿、上海妹、卫少芳、车秀英、薛觉先、楚岫云、靓次伯等。1950年回广州定居，在太阳升粤剧团任职。1958年加入广东粤剧院二团任副团长。回国后与罗家宝、林小群、吕玉郎、楚岫云、张玉珍、曾三多等合演无数受观众歡迎粤剧。如：《柳毅传书》《附荐何文秀》《借靴》《苏三起解》《玉河浸女》《牡丹亭》《荔枝换绛桃》，其中《打麵缸》拍成电影。王中王饰演的谐趣师爷更与文覺非、陆云飞同获粤剧三大名丑称号。